# لويس أ. ديسيمون
لويس أ. ديسيمون (بالإنجليزية: Louis A. DeSimone)‏ هو كاهن كاثوليكي أمريكي، ولد في 21 فبراير 1922 في فيلادلفيا في الولايات المتحدة، وتوفي في 5 أكتوبر 2018.